# Didi Spiridon
Didi Spiridon (n. 20 martie 1953) este un deputat român în legislatura 1996-2000, ales în județul Teleorman pe listele PNL. 
Didi Spiridon a devenit deputat neafiliat din iunie 1997 și a fost membru în grupul parlamentar de prietenie cu Canada.

## Legături externe
- Didi Spiridon Arhivat în 7 decembrie 2021, la Wayback Machine. la cdep.ro